# Gumia
Gumia è una suddivisione dell'India, classificata come census town, di 45.532 abitanti, situata nel distretto di Bokaro, nello stato federato del Jharkhand. In base al numero di abitanti la città rientra nella classe III (da 20.000 a 49.999 persone).

## Geografia fisica
La città è situata a 23° 46' 60 N e 85° 49' 0 E e ha un'altitudine di 237 m s.l.m..

## Società

### Evoluzione demografica
Al censimento del 2001 la popolazione di Gumia assommava a 45.532 persone, delle quali 24.000 maschi e 21.532 femmine. I bambini di età inferiore o uguale ai sei anni assommavano a 6.302, dei quali 3.231 maschi e 3.071 femmine. Infine, coloro che erano in grado di saper almeno leggere e scrivere erano 28.928, dei quali 17.773 maschi e 11.155 femmine.